# João Rebelo
João de Jesús Rebelo, nacido el 31 de enero de 1920 en Lisboa y fallecido el 12 de mayo de 1975 en Sintra. Fue un ciclista profesional portugués que al lograr, en 1945, dos victorias de etapa en Vuelta a España se convirtió en el primer ciclista luso en vencer en una etapa de la gran ronda española.

## Palmarés
| 1942 - 3.º en el Campeonato de Portugal en Ruta 1943 - Campeonato de Portugal en Ruta 1944 - Campeonato de Portugal en Ruta 1945 - 2 etapas en la Vuelta a España - Campeonato de Portugal en Ruta | 1946 - 2 etapas de la Vuelta a Portugal 1947 - Campeonato de Portugal en Ruta 1948 - 1 etapa en la Vuelta a Portugal - Campeonato de Portugal en Ruta 1949 - 2.º en el Campeonato de Portugal en Ruta |

## Resultados en Grandes Vueltas y Campeonato del Mundo
Durante su carrera deportiva ha conseguido los siguientes puestos en las Grandes Vueltas y en los Campeonatos del Mundo en carretera:
| Carrera         | 1940 | 1941 | 1942 | 1943 | 1944 | 1945 | 1946 | 1947 | 1948 | 1949 | 1950 | 1951 |
| --------------- | ---- | ---- | ---- | ---- | ---- | ---- | ---- | ---- | ---- | ---- | ---- | ---- |
| Giro de Italia  | -    | -    | -    | -    | -    | -    | -    | -    | -    | -    | -    | -    |
| Tour de Francia | -    | -    | -    | -    | -    | -    | -    | -    | -    | -    | -    | -    |
| Vuelta a España | -    | -    | -    | -    | -    | 6º   | 10º  | -    | -    | -    | -    | -    |
| Mundial en Ruta | -    | -    | -    | -    | -    | -    | -    | -    | -    | -    | -    | -    |